# Katacalliope kutyeri
Katacalliope kutyeri is een vlokreeftensoort uit de familie van de Paracalliopiidae. De wetenschappelijke naam van de soort is voor het eerst geldig gepubliceerd in 1984 door Barnard & Drummond.